# Michelle Snow
Donnette Jé-Michelle Snow (Pensacola, 20 de marzo de 1980) es una baloncestista estadounidense de la Women's National Basketball Association (WNBA) que ocupa la posición de ala-pívot y centro.
Fue reclutada por los Houston Comets en la 10° posición de la primera ronda del Draft de la WNBA de 2002, y militó tanto en los Houston Comets (2002–2008) como en los Houston Stealth (2003), Atlanta Dream (2009), San Antonio Silver Stars (2010), Chicago Sky (2011) y Washington Mystics (2012–2013); desde 2015 es parte de Los Angeles Sparks. Formó parte del equipo estadounidense que se alzó con la medalla de bronce en el Campeonato Mundial de Baloncesto Femenino de 2006; además, fue parte del All-Star Game de la WNBA en 2005 y 2006. Por otro lado, en el año 2003 fue premiada como la jugadora Más Mejorada de la WNBA.

## Estadísticas

### Totales
| Año                                                                                              | Equipo | J   | JI  | MJ   | TC   | ITC  | TC%  | 3P | 3PA | 3P%  | 2P   | 2PA  | 2P%  | TL  | ITL  | TL%  | RBO | RBD  | RBT  | AST | STL | BLK | TOV | PF   | PTS  |
| ------------------------------------------------------------------------------------------------ | ------ | --- | --- | ---- | ---- | ---- | ---- | -- | --- | ---- | ---- | ---- | ---- | --- | ---- | ---- | --- | ---- | ---- | --- | --- | --- | --- | ---- | ---- |
| 2002                                                                                             | HOU    | 32  | 2   | 480  | 45   | 96   | .469 | 1  | 2   | .500 | 44   | 94   | .468 | 34  | 57   | .596 | 31  | 88   | 119  | 13  | 12  | 26  | 22  | 59   | 125  |
| 2003                                                                                             | HOU    | 34  | 34  | 1025 | 126  | 253  | .498 | 0  | 1   | .000 | 126  | 252  | .500 | 62  | 85   | .729 | 76  | 187  | 263  | 42  | 35  | 62  | 68  | 120  | 314  |
| 2004                                                                                             | HOU    | 31  | 31  | 893  | 104  | 229  | .454 | 0  | 0   |      | 104  | 229  | .454 | 68  | 113  | .602 | 62  | 177  | 239  | 31  | 28  | 35  | 71  | 89   | 276  |
| 2005 ★                                                                                           | HOU    | 33  | 33  | 966  | 152  | 276  | .551 | 0  | 0   |      | 152  | 276  | .551 | 92  | 130  | .708 | 68  | 157  | 225  | 40  | 20  | 38  | 65  | 120  | 396  |
| 2006 ★                                                                                           | HOU    | 34  | 34  | 995  | 178  | 349  | .510 | 0  | 0   |      | 178  | 349  | .510 | 86  | 129  | .667 | 78  | 191  | 269  | 47  | 33  | 38  | 88  | 121  | 442  |
| 2007                                                                                             | HOU    | 34  | 34  | 892  | 140  | 284  | .493 | 0  | 0   |      | 140  | 284  | .493 | 86  | 112  | .768 | 78  | 152  | 230  | 47  | 18  | 35  | 91  | 107  | 366  |
| 2008                                                                                             | HOU    | 34  | 34  | 856  | 126  | 238  | .529 | 1  | 2   | .500 | 125  | 236  | .530 | 83  | 119  | .697 | 75  | 155  | 230  | 43  | 18  | 31  | 64  | 111  | 336  |
| 2009                                                                                             | ATL    | 34  | 2   | 503  | 67   | 140  | .479 | 0  | 2   | .000 | 67   | 138  | .486 | 51  | 67   | .761 | 40  | 105  | 145  | 17  | 15  | 17  | 39  | 73   | 185  |
| 2010                                                                                             | SAS    | 34  | 33  | 821  | 144  | 251  | .574 | 0  | 1   | .000 | 144  | 250  | .576 | 64  | 89   | .719 | 52  | 158  | 210  | 55  | 33  | 25  | 56  | 71   | 352  |
| 2011                                                                                             | CHI    | 34  | 30  | 821  | 82   | 180  | .456 | 0  | 2   | .000 | 82   | 178  | .461 | 38  | 50   | .760 | 39  | 174  | 213  | 64  | 16  | 44  | 70  | 84   | 202  |
| 2012                                                                                             | WAS    | 32  | 21  | 643  | 81   | 155  | .523 | 0  | 1   | .000 | 81   | 154  | .526 | 28  | 36   | .778 | 59  | 114  | 173  | 19  | 19  | 27  | 53  | 75   | 190  |
| 2013                                                                                             | WAS    | 34  | 18  | 568  | 73   | 154  | .474 | 0  | 0   |      | 73   | 154  | .474 | 28  | 34   | .824 | 50  | 113  | 163  | 20  | 16  | 25  | 34  | 78   | 174  |
| 2015                                                                                             | LAS    | 2   | 0   | 26   | 3    | 7    | .429 | 0  | 0   |      | 3    | 7    | .429 | 0   | 2    | .000 | 0   | 3    | 3    | 0   | 0   | 1   | 4   | 4    | 6    |
| Carrera                                                                                          |        | 402 | 306 | 9489 | 1321 | 2612 | .506 | 2  | 11  | .182 | 1319 | 2601 | .507 | 720 | 1023 | .704 | 708 | 1774 | 2482 | 438 | 263 | 404 | 725 | 1112 | 3364 |
| Notas: J=Juegos; JI=Juegos iniciales; MJ=Minutos jugados; ITC=Intentos de TC; ITL=Intentos de TL |        |     |     |      |      |      |      |    |     |      |      |      |      |     |      |      |     |      |      |     |     |     |     |      |      |

### Por juego
| Año                                                                                              | Equipo | J   | JI  | MJ   | TC  | ITC  | TC%  | 3P  | 3PA | 3P%  | 2P  | 2PA  | 2P%  | TL  | ITL | TL%  | RBO | RBD | RBT | AST | STL | BLK | TOV | PF  | PTS  |
| ------------------------------------------------------------------------------------------------ | ------ | --- | --- | ---- | --- | ---- | ---- | --- | --- | ---- | --- | ---- | ---- | --- | --- | ---- | --- | --- | --- | --- | --- | --- | --- | --- | ---- |
| 2002                                                                                             | HOU    | 32  | 2   | 15.0 | 1.4 | 3.0  | .469 | 0.0 | 0.1 | .500 | 1.4 | 2.9  | .468 | 1.1 | 1.8 | .596 | 1.0 | 2.8 | 3.7 | 0.4 | 0.4 | 0.8 | 0.7 | 1.8 | 3.9  |
| 2003                                                                                             | HOU    | 34  | 34  | 30.1 | 3.7 | 7.4  | .498 | 0.0 | 0.0 | .000 | 3.7 | 7.4  | .500 | 1.8 | 2.5 | .729 | 2.2 | 5.5 | 7.7 | 1.2 | 1.0 | 1.8 | 2.0 | 3.5 | 9.2  |
| 2004                                                                                             | HOU    | 31  | 31  | 28.8 | 3.4 | 7.4  | .454 | 0.0 | 0.0 |      | 3.4 | 7.4  | .454 | 2.2 | 3.6 | .602 | 2.0 | 5.7 | 7.7 | 1.0 | 0.9 | 1.1 | 2.3 | 2.9 | 8.9  |
| 2005                                                                                             | HOU    | 33  | 33  | 29.3 | 4.6 | 8.4  | .551 | 0.0 | 0.0 |      | 4.6 | 8.4  | .551 | 2.8 | 3.9 | .708 | 2.1 | 4.8 | 6.8 | 1.2 | 0.6 | 1.2 | 2.0 | 3.6 | 12.0 |
| 2006                                                                                             | HOU    | 34  | 34  | 29.3 | 5.2 | 10.3 | .510 | 0.0 | 0.0 |      | 5.2 | 10.3 | .510 | 2.5 | 3.8 | .667 | 2.3 | 5.6 | 7.9 | 1.4 | 1.0 | 1.1 | 2.6 | 3.6 | 13.0 |
| 2007                                                                                             | HOU    | 34  | 34  | 26.2 | 4.1 | 8.4  | .493 | 0.0 | 0.0 |      | 4.1 | 8.4  | .493 | 2.5 | 3.3 | .768 | 2.3 | 4.5 | 6.8 | 1.4 | 0.5 | 1.0 | 2.7 | 3.1 | 10.8 |
| 2008                                                                                             | HOU    | 34  | 34  | 25.2 | 3.7 | 7.0  | .529 | 0.0 | 0.1 | .500 | 3.7 | 6.9  | .530 | 2.4 | 3.5 | .697 | 2.2 | 4.6 | 6.8 | 1.3 | 0.5 | 0.9 | 1.9 | 3.3 | 9.9  |
| 2009                                                                                             | ATL    | 34  | 2   | 14.8 | 2.0 | 4.1  | .479 | 0.0 | 0.1 | .000 | 2.0 | 4.1  | .486 | 1.5 | 2.0 | .761 | 1.2 | 3.1 | 4.3 | 0.5 | 0.4 | 0.5 | 1.1 | 2.1 | 5.4  |
| 2010                                                                                             | SAS    | 34  | 33  | 24.1 | 4.2 | 7.4  | .574 | 0.0 | 0.0 | .000 | 4.2 | 7.4  | .576 | 1.9 | 2.6 | .719 | 1.5 | 4.6 | 6.2 | 1.6 | 1.0 | 0.7 | 1.6 | 2.1 | 10.4 |
| 2011                                                                                             | CHI    | 34  | 30  | 24.1 | 2.4 | 5.3  | .456 | 0.0 | 0.1 | .000 | 2.4 | 5.2  | .461 | 1.1 | 1.5 | .760 | 1.1 | 5.1 | 6.3 | 1.9 | 0.5 | 1.3 | 2.1 | 2.5 | 5.9  |
| 2012                                                                                             | WAS    | 32  | 21  | 20.1 | 2.5 | 4.8  | .523 | 0.0 | 0.0 | .000 | 2.5 | 4.8  | .526 | 0.9 | 1.1 | .778 | 1.8 | 3.6 | 5.4 | 0.6 | 0.6 | 0.8 | 1.7 | 2.3 | 5.9  |
| 2013                                                                                             | WAS    | 34  | 18  | 16.7 | 2.1 | 4.5  | .474 | 0.0 | 0.0 |      | 2.1 | 4.5  | .474 | 0.8 | 1.0 | .824 | 1.5 | 3.3 | 4.8 | 0.6 | 0.5 | 0.7 | 1.0 | 2.3 | 5.1  |
| 2015                                                                                             | LAS    | 2   | 0   | 13.0 | 1.5 | 3.5  | .429 | 0.0 | 0.0 |      | 1.5 | 3.5  | .429 | 0.0 | 1.0 | .000 | 0.0 | 1.5 | 1.5 | 0.0 | 0.0 | 0.5 | 2.0 | 2.0 | 3.0  |
| Carrera                                                                                          |        | 402 | 306 | 23.6 | 3.3 | 6.5  | .506 | 0.0 | 0.0 | .182 | 3.3 | 6.5  | .507 | 1.8 | 2.5 | .704 | 1.8 | 4.4 | 6.2 | 1.1 | 0.7 | 1.0 | 1.8 | 2.8 | 8.4  |
| Notas: J=Juegos; JI=Juegos iniciales; MJ=Minutos jugados; ITC=Intentos de TC; ITL=Intentos de TL |        |     |     |      |     |      |      |     |     |      |     |      |      |     |     |      |     |     |     |     |     |     |     |     |      |